# Абу аль-Хасан ас-Саїд
Абу аль-Хасан ас-Саїд аль-Мутадид (араб. الحسن المعتضد بالله السعيد بن المأمون; д/н — 1248) — 11-й халіф держави Альмохадів в 1242—1248 роках.

## Життєпис
Походив з династії Альмохадів. Син Ідріса аль-Мамуна. 1242 року після смерті брата Абд аль-Вахіда II успадкував трон. У 1243 році проти нього повстав валі (намісник) Сеути, який визнав зверхність Абу Закарії Ях'ї I, султана Держави Хафсидів. Згодом владу останніх визнали альмохадські валі Севільї, Хересу і Таріфи.
Сам Абу аль-Хасан ас-Саїд не звертав уваги на Піренейському півострові, зосередившись на боротьбі з Маринідами і Заянідами, в яких намагався відвоювати міста Мекнес і Тлемсен.
1244 року завдав тяжкої поразки Маринідам. 1245 року домовився з Маринідами, які визнали владу ас-Саїда. Натомість той погодився з маринідською залогою в Мексені. Спільно з Маринідами планував кампанію проти Хафсидів і Заянідів. Втім у червні 1248 року останні його вбили в засідці біля Уджди. Трон успадкував стрийко Умар аль-Муртада.